# Bartolomeo Montalbano
Bartolomeo Montalbano (* um 1595 in Bologna; † vor dem 18. März 1651 ebenda) war ein italienischer Komponist und Kapellmeister des Barock.

## Leben
Bartolomeo Montalbano erhielt vermutlich seine musikalische Ausbildung durch Camillo Cortellini (1561–1630) in Bologna. 1619 trat er in den Franziskanerorden ein und erhielt am 22. Juli 1622 seine höheren Weihen. Nach einem Aufenthalt in Rom, wurde er von Bonaventura Arezzo, dem Ordensleiter in Sizilien nach Palermo verpflichtet, dort wirkte er ab 1629 als Kapellmeister im Kloster Baida, wo mehrere seiner Werkesammlungen veröffentlicht wurden. 1633 kehrte Montalbano in das Kloster San Francesco Bologna zurück, wo er von 1642 bis zu seinem Ableben die Position des Maestro di capella bekleidete. Sein Bruder Guido Montalbano (1600–1698) übernahm nach 1651 die Stelle des Kapellmeisters im Kloster.

## Werke
Überliefert sind die gedruckten barocken Sinfonias für verschiedene Besetzungen, Motetten sowie eine vierstimmige Messe. Der Stil seiner Instrumentalwerke lehnt sich an die Kompositionen von Biagio Marini und Giovanni Battista Fontana an und Montalbano gehört mit diesen zu den Begründern der modernen Violintechnik im ersten Drittel des 17. Jahrhunderts. Die Sakralwerke weisen einen vereinfachten Stil der geistlichen Konzerte von Giovanni Gabrieli und Claudio Monteverdi aus.
- Sinfonie ad uno, e doi violini, a doi, e trombone, con il partimento per l’organo, con alcune à quattro viole. (Palermo, Giovanni Battista Maringo, 1629).
- Motetti ad 1, 2, 3, 4, et 8 voci, con il partimento per l’organo, et una Messa a 4. (Palermo, Giovanni Battista Maringo, 1629).